# Паларе
Па̀ларе (на италиански: Pallare; на лигурски: Palëre, Палере) е село и община в Северна Италия, провинция Савона, регион Лигурия. Разположено е на 404 m надморска височина. Населението на общината е 950 души (към 2011 г.).